# Kuat Drive Yards
A Kuat Drive Yards egy hatalmas vállalat és hajógyáraknak a neve a Csillagok háborúja univerzumában, ami jó minőségű csillagrombolókat gyártott a Galaktikus Köztársaságnak és a Galaktikus Birodalomnak. 
| Alapító:                                                               | Tizek |
| Vezető:                                                                | Kuati Kuat                                                                                                  |
| Anyavállalat:                                                          | Techno Unió                                                                                                 |
| Leányvállalat:                                                         | Kuat-Entralla Drive Yards Kuat-Entralla Mérnöki Vállalat Kuat Systems Engineering Rothana Heavy Engineering |
| Székhely:                                                              | Kuat |
| Helyszínek:                                                            | Kuat Belderone Gyndine Karavis Xa Fel Rothana Balmorra                                                      |
| Tevékenység:                                                           | hajóépítés                                                                                                  |
| Termékek:                                                              | katonai űrjárművek szárazföldi járművek bolygóvédelmi eszközök                                              |
| Hovatartozás:                                                          | |
| Techno Unió Galaktikus Köztársaság Galaktikus Birodalom Új Köztársaság | |

Egy kuati székhelyű űrhajógyártó társaság volt, a galaktikus polgárháború idején a galaxis elsődleges katonai hajógyártója. Bár leányvállalatai csillagvadászokat és nem katonai használatra szánt szárazföldi járműveket is gyártottak, a cégcsoport legismertebb termékei talán a Birodalmi-osztályú csillagrombolók voltak.
A Kuat Hajógyár termékeinek legnagyobb vásárlója a Galaktikus Birodalom, előtte pedig a haldokló Galaktikus Köztársaság volt, ám ezenfelül számos bolygó kormányzata is vásárolt tőlük fegyverzetet népességük megvédésére.

## Története
A KDY három legnagyobb űrhajógyártónak a Koréliai Mérnöktársasággal és a Sienar Fleet Systems-zel egyetemben. A KDY-ot a Kuat bolygó kormányzócsaládjai vezették, minden új kormányzót a legrátermettebbek közül választottak ki szavazással.
Ennek ellenére, egy idő után meghatározták, hogy a Kuat családnak van meg a kellő adottsága, hogy vezesse a hatalmas társaságot, és a kormányzó családok aláírták az Örökségi Kiváltságot. Ez lehetővé tette a KDY vezetési jogának a Kuat családon belüli öröklését generációról generációra, ezzel biztosítva, hogy a legkiválóbb kuati elmék vezessék a társaságot minden időben. Ez azt jelentette, hogy a KDY folyamatosan óriási hasznot termelt minden kormányzó család számára. A Kuat Drive Yards független maradt minden kormánytól a Régi Köztársaság idején, egészen Palpatine császár Új Rendjéig. Leghíresebb gyártmányuk a Birodalmi-osztályú Csillagromboló. Sok fedélzeti alkatrészt is gyártottak és övék volt a Nebulon-B fregatt. A KDY elkötelezte magát a Birodalomnak, és hű maradt hozzá az endori csata után is. 
Ők voltak az egyik Aláíró szponzora a Corporate Sector Hatóságának. Habár a legtöbb vásárló nem tud róla, minden hajó számítógépes rendszerébe, ami elhagyta a Kuat Drive Yardsot, van egy szabályozó háttérkód. Ezt a rejtekajtót használva a Kuat Drive Yards mérnökei átvehetik a hajó irányítását a javítások és adatok lekérésének idejére. Ezekkel a kódokkal be is lehet törni a hajóba, és át lehet venni az irányítást a használójától.  Ez a tény soha nem látott napvilágot, részben hogy megóvják a KDY-ot Palpatine császár haragjától.
Az Új Rend utolsó napjaiban, röviddel az Endori ütközet előtt, a Kuat Drive Yards nagy részét elpusztította Kuat, a Kuat bolygó vezetője. Biztosítani akarta, hogy senki, -sem a Birodalom, sem a Szövetség, sem a Kodir vagy a Kuhlvult – nem veszi át az irányítást.  Nemesen cselekedett, de nem volt tisztában az őt körülvevő erőkkel. Valójában Boba Fett a fejvadász volt a legfőbb szövetségese, és segített leleplezni Kodir áruló terveit. A KDY későbbi vezetői folytatták Kuat robbanószereinek elhelyezését, amelyeket bármikor aktiválhatnak, ha a létesítmények veszélybe kerülnek, vagy  elfoglalják őket. 
Az Új Köztársaság idején a mon calamariak felszabadították a gyárat a birodalomtól, így a Kuat Drive Yards az Új Köztársaság szövetségese lett. Ebben az időpontban hívta a köztársaságiakat Rae Sloane birodalmi katona, hogy fegyverszünetet kér és a birodalom és hogy ezt szavazzák meg Chandrilán, amibe Mont Mothma és Ackbar admirális elfogadta.

## Termékek

### Csillagrombolók
A Kuat Drive Yards legfőképp csillagrombolókat gyártott a Galaktikus Köztársaságnak és a Galaktikus Birodalomnak. A Köztársaság idején talán a Jedi cirkáló vagy teljes nevén Venator-osztályú csillagromboló, ami a klón háború alatt vált híressé. A birodalom alatt is gyártottak sok csillagrombolót. Az egy híres csatahajó a Birodalmi-osztályú csillagrombolók voltak, ami a birodalom jelképe lett. És a KDY nevéhez fűződik a Executor-osztály csillagromolók közül az Executor, ami Darth Vader személyes zászlóshajója volt, és a Ravager, ami az endori csata után vált híressé. Eredetileg Rae Sloane volt a parancsnoka, de Gallius Raxk ávette az irányítást a romboló felett.
- Corona-osztályú fregatt
- Eclipse-osztályú csillagromboló
- Executor-osztályú csillagromboló
- Galleon-osztályú fregatt
- Lancer-osztályú fregatt
- Birodalmi-osztályú csillagromboló
- Birodalmi II. osztályú csillagromboló
- EF76 Nebulon-B kísérőfregatt
- Sovereign-osztályú csillagromboló
- Starwind-osztályú luxusjacht
- Allegiance-osztályú csillagromboló
- Macan-osztályú csillagromboló
- W-165 bolygóról tüzelő turbólézer
- Venator osztályú csillagromboló
- Pride of the Core

### Lépegetők
A Kuat Drive Yards sok lépegetőt gyártott a Köztársaság és a Birodalom idején. Az egyik leghíresebb az AT-AT (All Terrain Armored Tarnsport) magyarul Páncélozott, minden terepre alkalmas csapatszállító jármű, ami a Galaktikus Birodalmat szolgálták és az AT-ST, ami csak terepek felderítésére alkalmazták.
- AT-AT
- AT-HE
- AT-TE
- AT-AA
- AT-AP
- AT-IC
- AT-ET
- SPHA-T/-I/-V/-C/-M
- SPMA-T
- AT-AR
- AT-PT
- AT-ST/A
- Clone Personal Walker
- Heavy Clone Personal Walker
- AT-OT
- AT-RT
- AT-ST

## Leányvállalatok
A Kuat Drive Yards-nak több féle leányvállalatai voltak, amik ugyanúgy szárazföldi és csillagközi járműveket gyártottak.

### Kuat-Entralla Drive Yards
Ugyanúgy, mint a többi vállalat szárazföldi és bolygóközi járműveket gyártott. A Köztársaság idején nem sokáig állt  fenn.

### Kuat Systems Engineering
A Kuat Systems Engineering a Köztársaságnak gyártott több szárazföldi és csillagközi járműveket. A Galaktikus Köztársaság utolsó éveiben alakult és a birodalom első éveiben szűnt meg.

### Rothana Heavy Engineering
Még a Köztársasági évek alatt alakult meg és vadászgépeket gyártott a Galaktikus Köztársaságnak.

### Kuat-Entralla Mérnöki Vállalat
A Kuat-Entralla Mérnöki Vállalat az Új Köztársaság alatt alakult meg, ami titokban támogatta az Első Rendet. Ők gyártották a Resurgent-osztályú csillagrombolókat és a Mandator IV osztályú csillagromboló. Az ő nevükhöz fűződik a Mega-osztályú csillagromboló tervei, ami Snoke zászlóshajója volt.

## További információ
A magyar Kaminopedia és az angol Wookipedia weboldalon.